# Shadow on the Wall
„Shadow on the Wall“ je píseň britského multiinstrumentalisty Mika Oldfielda. Vydána byla jako jeho patnáctý singl na podzim 1983, v britské hudební hitparádě se neumístila.
Text hard rockové písně „Shadow on the Wall“ odkazuje na události okolo polského hnutí Solidarita, které probíhaly v téže době. Vokály patří zpěvákovi Rogeru Chapmanovi. Na B straně singlu se nachází instrumentálka „Taurus 3“, která, stejně jako „Shadow on the Wall“, pochází z Oldfieldova alba Crises vydaného na jaře 1983.
V roce 1983 byly vydány dvě verze singlu: na sedmi- a dvanáctipalcové gramofonové desce. Na dvanáctipalcové desce se nachází píseň „Shadow on the Wall“ prodloužená o dvě minuty oproti variantě na albu a na sedmipalcové verzi.

## Seznam skladeb
7" verze
1. „Shadow on the Wall“ (Oldfield) – 3:07
2. „Taurus 3“ (Oldfield) – 2:25

12" verze
1. „Shadow on the Wall (Extended Version)“ (Oldfield) – 5:07
2. „Taurus 3“ (Oldfield) – 2:25

## Obsazení
Shadow on the Wall
- Mike Oldfield – kytary, banjo, baskytara, syntezátory
- Ant – kytary
- Simon Phillips – bicí
- Roger Chapman – zpěv
- Phil Spalding – zpěv (pouze v prodloužené verzi písně)

Rite of Man
- Mike Oldfield – kytary
- Simon Phillips – bicí